# Otto Veraguth
Otto Veraguth (Chur, 13 de maio de 1870 – Zurique, 17 de dezembro de 1944) foi um neurologista suíço, incentivador da medicina esportiva e da fisioterapia.

## Formação e carreira
Após frequentar a escola em Chur estudou medicina em Zurique e Heidelberg. Obteve um doutorado em medicina em 1895 em Zurique, onde também obteve a habilitação em 1900. De 1918 a 1940 trabalhou e pesquisou como professor de fisioterapia na Universidade de Zurique sobre métodos de naturopatia. Foi de 1922 a 1924 presidente da Schweizerische Neurologische Gesellschaft.
Foi coautor do capítulo sobre neurologia das duas primeiras edições do Handbuch der inneren Medizin da Springer-Verlag.